# The Afters
The Afters is een christelijke-rockband uit de Amerikaanse stad Dallas. De band is opgericht door Joshua Havens en Matt Fuqua. Havens en Fuqua werkten eerst samen in een Starbucks-koffiehuis in Mesquite, waar ze muziek maakten voor de klanten. Later besloten ze hun eigen band op te richten. Brad Wigg en Marc Dodd, die ook voor Starbucks werkten, werden aan de band toegevoegd. Nadat deze laatste twee leden ermee stopten, werden Jordan Mohilowski en Dan Ostebo aan de band toegevoegd.
The Afters speelde ook op de EO-Jongerendag van 2011.
Het nummer 'Beautiful Love' werd onder andere gebruikt in de film Just My Luck en was ook het themanummer van de Amerikaanse realityserie 8th & Ocean

## Bandleden

### Huidige bandleden
- Joshua Havens - zang, toetsen en gitaar
- Matt Fuqua - zang en gitaar
- Jordan Mohilowski - drumstel
- Dan Ostebo - basgitaar

### Voormalige bandleden
- Brad Wigg - gitaar, basgitaar en zang
- Marc Dodd - drumstel

## Discografie

### Studioalbums
| Jaar | Titel                       | Label(s)       |
| ---- | --------------------------- | -------------- |
| 2001 | When the World Is Wonderful | -              |
| 2005 | I Wish We All Could Win     | Epic Records   |
| 2008 | Never Going Back to OK      | Columbia       |
| 2010 | Light Up the Sky            | Columbia / INO |
| 2013 | Life is beautiful           | Columbia       |
| 2016 | Live on Forever             | Columbia       |

### Singles
| Jaar | Titel                  | Album                  |
| ---- | ---------------------- | ---------------------- |
| 2005 | Beautiful Love         | Wish We All Could Win  |
| 2005 | You                    | Wish We All Could Win  |
| 2006 | All That I Am          | Wish We All Could Win  |
| 2006 | Someday                | Wish We All Could Win  |
| 2008 | Never Going Back to OK | Never Going Back to OK |
| 2008 | Keeping Me Alive       | Never Going Back to OK |
| 2008 | We Are the Sound       | Never Going Back to OK |
| 2009 | Ocean Wide             | Never Going Back to OK |
| 2010 | Light Up the Sky       | Light Up the Sky       |
| 2011 | Lift me up             | Light Up the Sky       |